# جونگ چه یون
این یک نام کره‌ای است؛ نام خانوادگی جونگ است.
جونگ چه‌یون (کره‌ای: 정채연، زادهٔ ۱ دسامبر ۱۹۹۷) که به‌طور حرفه‌ای با نام چه‌یون شناخته می‌شود، خواننده و بازیگر اهل کره جنوبی است.او فعالیت خود را از سال ۲۰۱۵ تا کنون انجام داده است.او  با بازی در سریال «برای جنی» (To. Jenny) و «اولین عشق اول من» (My First First Love) و «علاقه پادشاه» (The King’s Affection) و (خانواده انتخابی) به شهرت رسید.از جمله جوایز کارنامه هنری اش میتوان به جایزه بهترین تازه کار جشنواره AAA برای سریال Reunited Worlds و جایزه موضوع داغ و بهترین بازیگر زن جدید جشنواره Grimae Awards برای سریال To. Jenny و دو جایزه بهترین آیدول بازیگر جشنواره Korea First Brand Awards اشاره کرد.در سال ۲۰۲۱، مجله سینمایی Cine21 از جونگ به عنوان یکی از هفت بازیگر برتر نسل جدید کیپاپ نام برد.فارغ التحصیل دبیرستان هنرهای نمایشی سئول می باشد که کار خود را از سال ۲۰۱۵ وقتی ۱۸ ساله بود با گروه DIA و سپس I.O.I آغاز نمود.از سال ۲۰۱۶ چه یون با حضور در برنامه های تلویزیونی محبوبی مانند Drinking Solo و Go Go و Hit the Stage و Law Of Jungle و… در میان مردم کره شناخته شد.این هنرمند اولین بازیگری اش را با حضور در سریال «تنهایی نوشیدن» (Drinking Solo) و در سال ۲۰۱۶ تجربه کرد و در همان سال در درام اینترنتی «۱۰۹ چیز عجیب» (109Strange Things) با چوی ته جون همبازی شد.او در سال ۲۰۱۷ در درام درام فانتزی عاشقانه، «دنیای جدید» (Reunited Worlds)، نقش کوتاهی داشت و در یک درام علمی تخیلی به نام «من هستم» (I Am) نیز نقش یک ربات را ایفا نمود.چه یون از زمان آغاز به کارش در ساخت بسیاری از آهنگ های دایا مانند The Trainee و Will You Go Out With Me و Mannequin و… همکاری داشته است
او در طول زندگی حرفه ای خود برای بیش از ۱۵ برند فعالیت مدلینگ انجام داده است که از جمله آنها میتوان به قرارداد هنگفتش با برند جواهرات Lamucha و همکاری اش با برند جیل استوارت نیویورک اشاره کرد.این هنرمند اولین بازیگری اش را با حضور در سریال «تنهایی نوشیدن» (Drinking Solo) و در سال ۲۰۱۶ تجربه کرد و در همان سال در درام اینترنتی «۱۰۹ چیز عجیب» (109Strange Things) با چوی ته جون همبازی شد
او در سال ۲۰۱۷ در درام درام فانتزی عاشقانه، «دنیای جدید» (Reunited Worlds)، نقش کوتاهی داشت و در یک درام علمی تخیلی به نام «من هستم» (I Am) نیز نقش یک ربات را ایفا نمود.او در طول زندگی حرفه ای خود برای بیش از ۱۵ برند فعالیت مدلینگ انجام داده است که از جمله آنها میتوان به قرارداد هنگفتش با برند جواهرات Lamucha و همکاری اش با برند جیل استوارت نیویورک اشاره کرد!!.

## زندگی
جونگ چه-یون در۱ دسامبر ۱۹۹۷ در سانچئون در استان جولا جنوبی، کره جنوبی متولد شد. او از سال ۲۰۱۳ تا ۲۰۱۶ در مدرسه هنرهای نمایشی سئول به همراه یکی دیگر از اعضای DIA , آن یون جین شرکت کرد. در فوریه ۲۰۱۶، او از SOPA فارغ‌التحصیل شد.

## خوانندگی
او بیشتر به دلیل عضویت در گروه دختران کره جنوبی DIA و کسب رتبه هفتم در برنامه پرودوس ۱۰۱ شناخته شده‌است و او را به عضویت I.O.I تبدیل کرده‌است. او به عنوان زیباترین کارآموز توسط شرکت کنندگان «Produce 101» رتبه دوم را کسب کرد. او یکی از محبوب‌ترین اعضای I.O.I است. چه یون شخصیت مادر در I.O.I بود، سایر اعضای و حتی سو-می و یوجونگ او را مامان صدا می‌کردند. در ۴ مه ۲۰۲۱، جونگ و اعضای I.O.I پنجمین سالگرد اولین حضور خود را با یک اجرای زنده با نام "Yes, I Love It!" جشن گرفتند.

## مدلینگ
او در طول زندگی حرفه ای خود برای بیش از ۱۵ برند مدل بوده‌است.

## بازیگری
انتخاب او در Drinking Solo برای شبکه tvN در ۳۰ ژوئن ۲۰۱۶ تأیید شد و اولین بازیگری او را رقم خورد. در دسامبر ۲۰۱۶، او در وب درام علمی-تخیلی 109 Strange Things، برای نقش مقابل چوی ته-جون انتخاب شد. او نقش دانشجوی ارشد فلسفه «شین کی وون» را بازی می‌کند. این درام در اوایل سال ۲۰۱۷ با شش قسمت از Naver TV پخش شود.
در سال ۲۰۱۷، جونگ در درام فانتزی عاشقانه دنیاهای بهم پیوسته نقش جوانی شخصیت لی یون هی را بازی کرد. او سپس در یکی دیگر از درام‌های اینترنتی علمی تخیلی I Am در نقش یک روبات اندرویدی بازی کرد.در سال ۲۰۱۸، جونگ در درام Marry Me Now بازیگر نقش جوانی شخصیت چانگ می هی است. همچنین جونگ در درام عاشقانه-جوانان نتفلیکس My First First Loveاولین عشق من بازی کرد.
او به با ایفای نقش ملکه در سریال احساس پادشاه به اوج محبوبیت خود در عرصهٔ بازیگری رسید.

## فیلم‌شناسی

### فیلم
| نام                    | کاراکتر | سال  |
| ---------------------- | ------- | ---- |
| Live Again, Love Again | یون هی  | ۲۰۱۸ |

### مجموعه تلویزیونی
| نام                 | کاراکتر                      | شبکه    | سال  |
| ------------------- | ---------------------------- | ------- | ---- |
| Drinking Solo       | جونگ چه-یون (خودش)           | tvN     | ۲۰۱۶ |
| دنیاهای بهم پیوسته  | جوانی جونگ جونگ وون          | SBS     | ۲۰۱۷ |
| Marry Me Now        | جوانی لی می یئان             | KBS2    | ۲۰۱۸ |
| To. Jenny           | کوان نا را                   | KBS2    | ۲۰۱۸ |
| عشق اول من          | هان سونگ یی                  | Netflix | ۲۰۱۹ |
| Homemade Love Story | خودش (به عنوان بازیگر مهمان) | KBS2    | ۲۰۲۰ |
| احساس پادشاه        | نوها کیونگ                   | KBS2    | ۲۰۲۱ |
| قاشق طلایی          | نا جو هی                     | MBC     | ۲۰۲۲ |